# Yurikamome

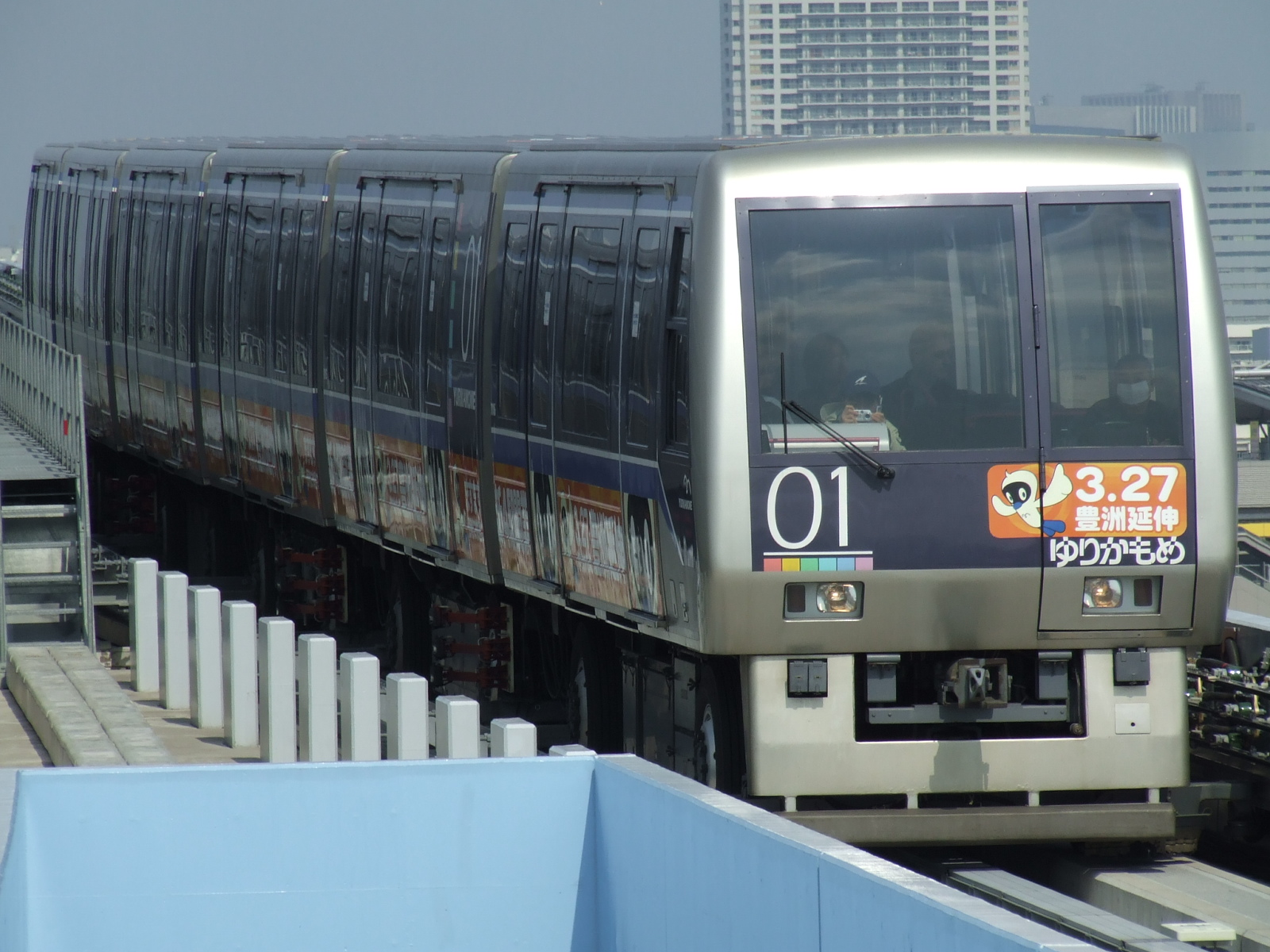
Zug der Yurikamome

Die Yurikamome-Linie (jap. 新交通ゆりかもめ, Shinkōtsū Yurikamome; formal jap. 東京臨海新交通臨海線, Tōkyō Rinkai Shinkōtsū Rinkai-sen, eng. Tokyo Waterfront New Transit Waterfront Line) ist eine automatisierte Bahnlinie in Tokio, Japan. Betrieben wird sie von der Tokyo Waterfront New Transit Corporation und verbindet Shimbashi mit Toyosu und überquert auf ihrem Weg die künstliche Insel Odaiba in der Bucht von Tokio.
Namensgeberin der Linie ist die Lachmöwe (japanisch yurikamome), welche auch der Präfekturvogel der Präfektur Tokio ist.

## Technik
Die Yurikamome ist Tokios erstes vollständig automatisiertes Transportsystem. Es kommen Fahrzeuge vom Typ Mitsubishi Heavy Industries "Crystal Mover" zum Einsatz, welche komplett von Computern ohne sich an Bord des Zuges befindlichen Fahrer gesteuert werden. Sie ist jedoch nicht die erste Linie ihrer Art in Japan, bereits 14 Jahre zuvor im Jahr 1981 wurde in Kōbe der Port Liner eröffnet. Die Streckenlänge beträgt etwa 14,7 km.
Die Yurikamome wird fälschlicherweise zuweilen als Einschienenbahn bezeichnet. Die Züge fahren allerdings auf Gummireifen auf einer Betonstrecke geleitet durch die Seitenwände.

## Geschichte

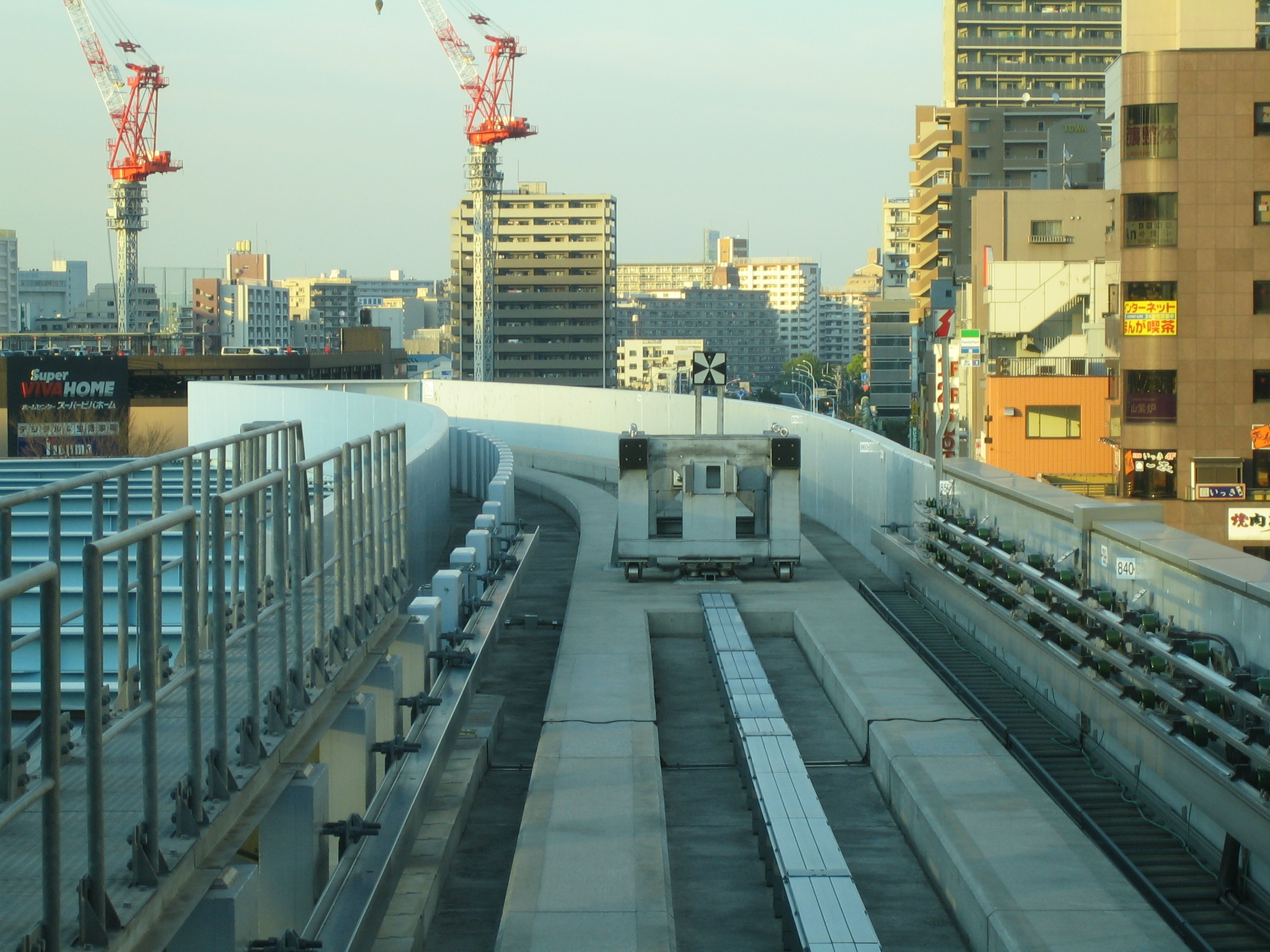
Streckenende am Bahnhof Toyosu

Vor ihrer Eröffnung im Jahr 1995 wurde vielerorts befürchtet, die Yurikamome könnte sich zu einer Multimillarden-Yen Investitionsruine entwickeln. Wie die künstliche Insel Odaiba, die sie bedient, wurde die Yurikamome ebenfalls vor dem Zusammenbruch der japanischen Bubble Economy geplant und gebaut. Wenige Monate nach ihrer Eröffnung bewegten sich die täglichen Fahrgastzahlen um die 27.000 Fahrgäste, nur geringfügig weniger als die im Vorfeld prognostizierten 29.000 Fahrgäste, aber immer noch viel weniger als die 80.000 Fahrgäste pro Tag, die benötigt werden, um auf Dauer profitabel sein zu können.
Im Jahr 1996 änderte die Stadtregierung Tokios jedoch ihre Strategie für Odaiba und ließ nun neben der bisherigen Ausrichtung auf Wohn- und Geschäftsbereiche ebenfalls Unterhaltungseinrichtungen auf der Insel zu. Dies beinhaltet auch die Errichtung eines Naherholungsgebietes direkt am Ufer, da die sonstige Uferlinie Tokios von Häfen dominiert wird. Durch diese Neuausrichtung verdoppelten sich die Fahrgastzahlen innerhalb eines Jahres auf 60.000 Fahrgäste am Tag und konnten in den Folgejahren weiter gesteigert werden.
Jedoch wurde nicht nur durch die neue Ausrichtung Odaibas die Insel populär, sondern auch die Yurikamome selbst zu einer Attraktion für sich, da diese über weite Teile der Strecke einen guten Ausblick auf die Uferanlagen und Odaiba bietet. Eine Besonderheit im Streckenverlauf ist die 270°-Schleife an der Westseite der Rainbow Bridge, um die nötige Höhe zur Überfahrt über die Brücke zu erreichen. 
- 1. November 1995: Der Streckenabschnitt Shimbashi-Ariake wird eröffnet, temporärer Bahnhof Shimbashi nimmt den Betrieb auf
- 22. März 2001: Der reguläre Bahnhof Shimbashi wird eröffnet, der temporäre Bahnhof geschlossen
- 2. November 2002: Der Bahnhof Shiodome wird eröffnet
- 27. März 2006: Der Streckenabschnitt Ariake-Toyosu wird eröffnet; alle Bahnhöfe übernehmen Nummern und Buchstaben zur Identifikation ähnlich der Tokyo Metro

Der Fahrpreis beträgt gegenwärtig (Stand: Oktober 2017) 190 bis 380 Yen.

## Bahnhöfe

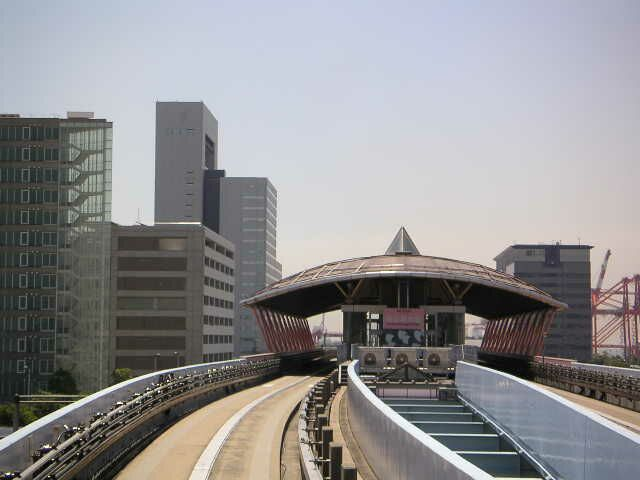
Bahnhof Tokyo International Cruise Terminal (U-08)

Linienverlauf

Die Züge werden am Bahnhof Ariake auf die Strecke gelassen und von ihr genommen. Züge, die nicht im Betrieb sind, stehen in einem Depot an der Tokyo Big Sight.
Seit 2006 wird die Ansage des nächsten Halts von seiyū (Synchronsprecher) vorgenommen.
| Bahnhof | Bahnhof                                                          | Seiyū              |
| ------- | ---------------------------------------------------------------- | ------------------ |
| U-01    | Shimbashi (新橋)                                                 | Masumi Asano       |
| U-02    | Shiodome (汐留)                                                  | Hiro Shimono       |
| U-03    | Takeshiba (竹芝)                                                 | Chiaki Takahashi   |
| U-04    | Hinode (日の出)                                                  | Yurika Ochiai      |
| U-05    | Shibaura-futō (芝浦ふ頭)                                         | Maria Yamamoto     |
| U-06    | Odaiba-kaihinkōen (お台場海浜公園)                               | Ken’ichi Suzumura  |
| U-07    | Daiba (台場)                                                     | Toshiyuki Morikawa |
| U-08    | Tokyo International Cruise Terminal (東京国際クルーズターミナル) | Motoki Takagi      |
| U-09    | Telecom Center (テレコムセンター)                                | Kaori Mizuhashi    |
| U-10    | Aomi (青海)                                                      | Kōsuke Toriumi     |
| U-11    | Tokyo Big Sight (東京ビッグサイト)                               | Mikako Takahashi   |
| U-12    | Ariake (有明)                                                    | Mai Nakahara       |
| U-13    | Ariake-Tennis-no-mori (有明テニスの森)                           | Chihiro Suzuki     |
| U-14    | Shijō-mae (市場前)                                               | Tatsuhisa Suzuki   |
| U-15    | Shin-toyosu (新豊洲)                                             | Natsuko Kuwatani   |
| U-16    | Toyosu (豊洲)                                                    | Sōichirō Hoshi     |